# Aberbanc

De A475 bij Aberbanc

Aberbanc is een dorp in het graafschap Ceredigion in Wales.
Aberbanc ligt aan een scherpe bocht op de A475, ongeveer 6,5 kilometer oostelijk van Newcastle Emlyn. Hier voegen de rivieren Nant Gwylan en Cwerchyr zich samen tot de Cynllo.
In 1848 werd hier een coëducatieve school opgericht, waar nog steeds alledaags Welsh wordt onderwezen.